# リトルアマポーラ
リトルアマポーラ（欧字名:Little Amapola、2005年1月24日 - 2022年6月3日）は、日本の競走馬、繁殖牝馬。
2008年のエリザベス女王杯（GI）、クイーンカップ（JpnIII）に優勝し、同年のJRA賞最優秀3歳牝馬に選出された。その他の勝ち鞍に、2009年の愛知杯。
馬名の由来は、英語とスペイン語を組み合わせた言葉で「小さなひなげしの花」。

## 経歴

### 2歳
2007年12月8日、ミルコ・デムーロを鞍上に迎えた新馬戦でディープインパクトの半妹ヴェルザンディらを破り初勝利を飾る。2戦目では武幸四郎に乗り替わり、17頭中9番人気となったが最後の直線で外から豪快に差し切り2勝目を挙げた。

### 3歳
年明けの緒戦は京成杯。22年ぶりの牝馬制覇に挑むが道中馬込みに揉まれマイネルチャールズの4着に終わる。その後、クイーンカップに出走。馬体重が大幅に減っていたがここでは1番人気に推され、その期待に応えるように3勝目を挙げ重賞初制覇を果たした。
レース後は桜花賞に向けて調整され、レース当日には馬体重も戻りトールポピーに次ぐ2番人気に支持される。レースではやや出遅れたため位置取りがやや後方になってしまい、出走馬最速の上がり3ハロン34秒3の脚で猛然と追い込んでくるも届かずレジネッタの5着に敗れた。
その後、優駿牝馬では前走での最速の上がりが評価されて1番人気に支持されたが、伸びない大外を回らされたこともあって、トールポピーの7着に敗れ、レース後はリフレッシュ放牧に出された。しかし、放牧先では春の激戦の影響もあって体調を崩し、調整が大幅に遅れることになった。そのため、秋はトライアルを使わず直行で秋華賞から始動したが、ブラックエンブレムの6着に敗れた。

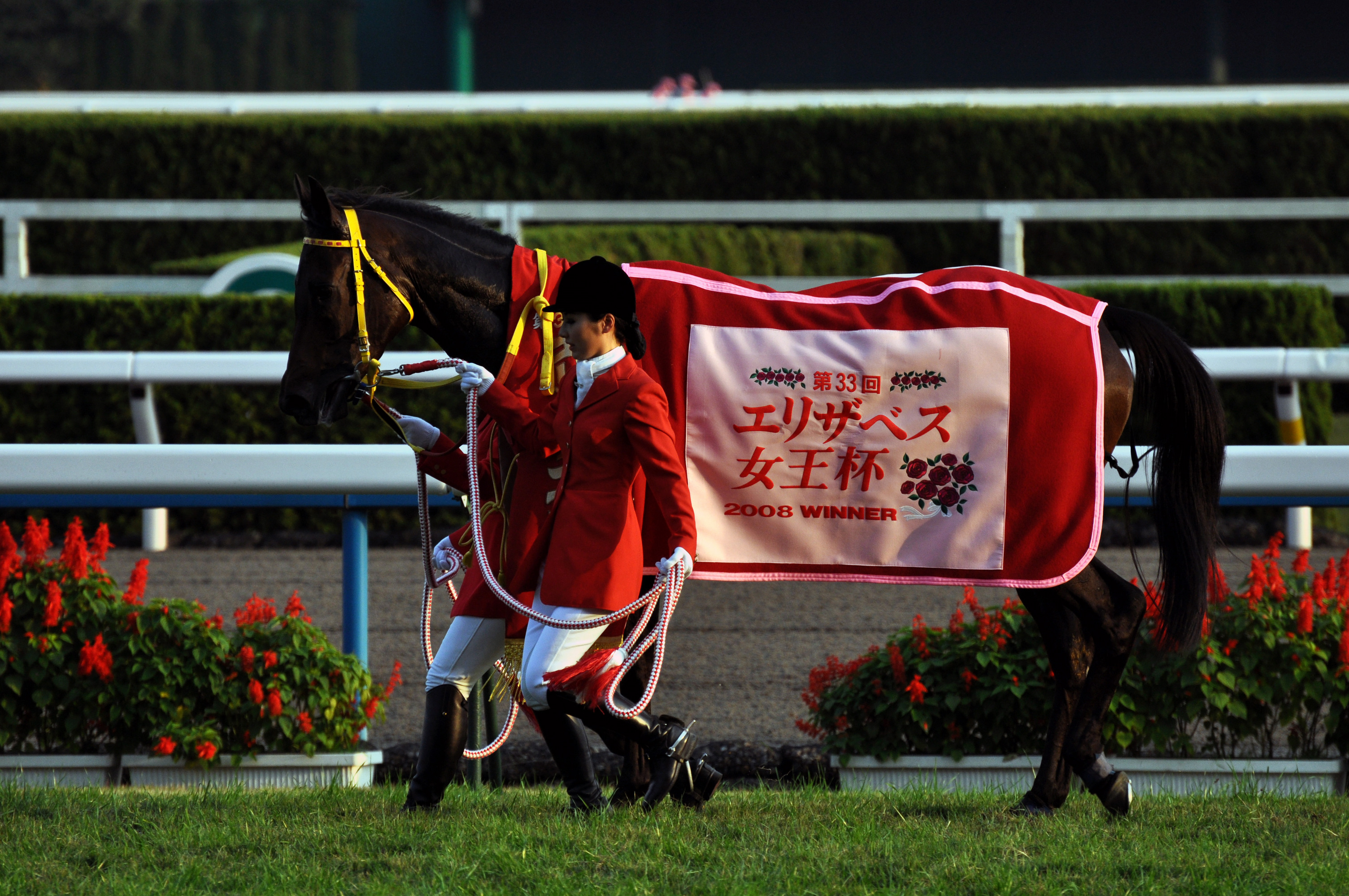
エリザベス女王杯優勝時

エリザベス女王杯ではクリストフ・ルメールを鞍上に迎えて挑み、道中は前目に付け最後の直線の入口で先頭に立つと、カワカミプリンセスやベッラレイアの追撃を振り切りGI初制覇を飾った。鞍上が武幸四郎に変わってからは後方からレースを進め大外を回すというスタイルであったが、これを先行させて勝たせたルメールの騎乗は、それまで後方一辺倒であったハーツクライを先行させて勝った2005年の有馬記念の再現と評されている。
カワカミプリンセスやベッラレイア等の古馬相手に勝利した事が評価され、同年のJRA賞で、並み居る3歳牝馬クラシックホース3頭を抑え、最優秀3歳牝馬を受賞した。

### 4歳

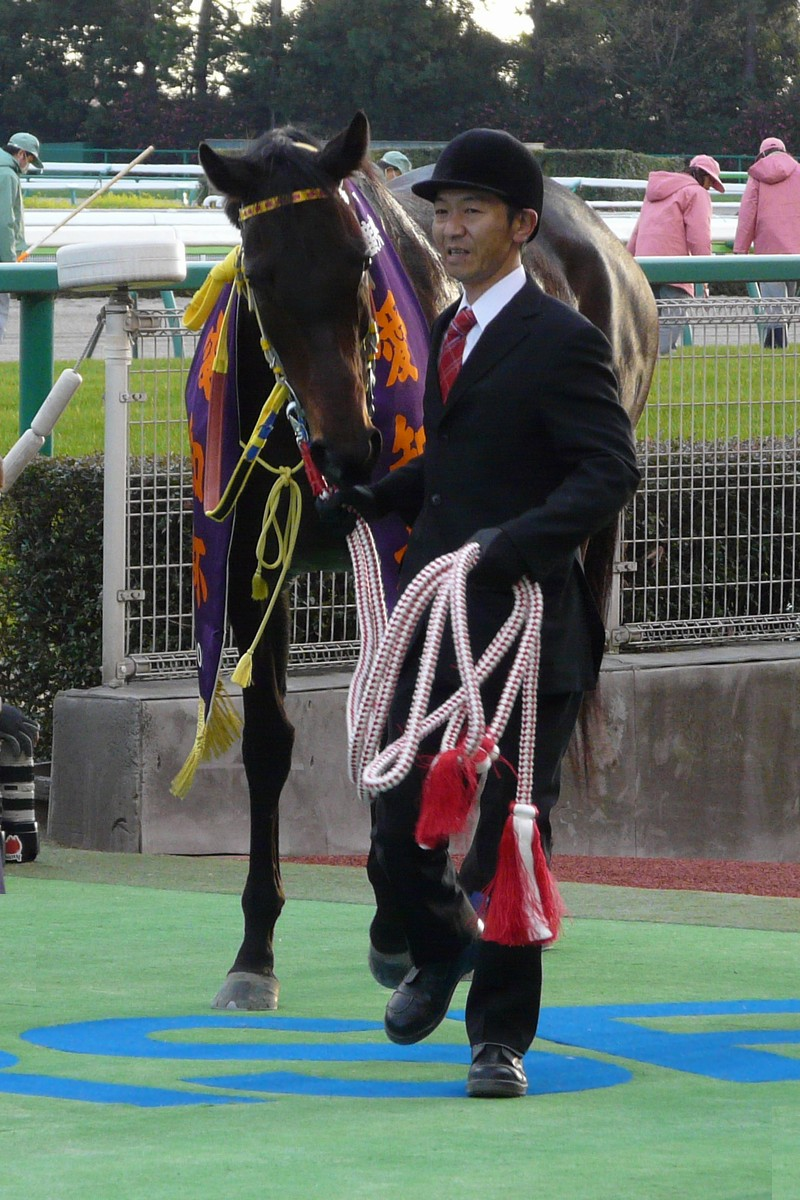
愛知杯

4歳となった2009年は鞍上に福永祐一を新たに迎えマイラーズカップから始動。好位からレースを進めたが、直線で伸びあぐねて7着に敗れた。その後、5月17日のヴィクトリアマイルでは好位からレースを進めたが、直線で伸び切れず6着に終わった。その後、6月21日のマーメイドステークスでは中団から最後の直線で追い込んでくるものの逃げるコスモプラチナを捕らえることができず3着に敗れた。
休養を挟んで10月18日の府中牝馬ステークスでは好位追走も伸び切れず5着に敗れた。連覇がかかったエリザベス女王杯ではクリストフ・スミヨンを鞍上に迎え4番人気で出走。道中3番手でレースを進めたが、直線で伸び切れず7着に敗れた。12月19日の第47回愛知杯に出走、スタートから好位置をキープし、最後の直線で逃げ粘るブラボーデイジーを交わして1着入線し、1年ぶりの勝利を挙げた。

### 5歳
5歳となった2010年は2月6日の小倉大賞典に1番人気で出走。道中先団でレースを進めたが、直線で失速してしまい13着と大敗した。続く3月13日の中京記念では5着に敗れた。続く4月17日のマイラーズカップでは中団待機もまったく伸びず18着と殿負けに終わった。5月29日の金鯱賞では好位を追走するも伸びを欠き6着に敗れた。6月20日のマーメイドステークスでは中団追走も直線では伸びず11着と大敗した。
夏の休養を挟み、10月17日の府中牝馬ステークスに出走し、最速の上がりを記録したが、人気通りの7着に敗れた。11月14日のエリザベス女王杯では好位を追走するが直線でアパパネとの追い比べに敗れ4着だった。12月4日の鳴尾記念では道中3番手を追走するが直線で失速し11着と大敗した。そして12月10日付けで登録抹消され、現役を引退した。

### 引退後
引退後は社台コーポレーション白老ファームで繁殖牝馬となる。その後、2021年より小泉牧場に移動したが、2022年6月3日に死亡した。17歳没。優駿メモリアルパークに墓標がある。

## 競走成績
以下の内容は、netkeiba.comの情報に基づく。
| 競走日     | 競馬場 | 競走名           | 格     | 距離（馬場）  | 頭 数 | 枠 番 | 馬 番 | オッズ （人気） | 着順 | タイム （上がり3F） | 着差 | 騎手        | 斤量 [kg] | 1着馬（2着馬）         | 馬体重 [kg] |
| ---------- | ------ | ---------------- | ------ | ------------- | ----- | ----- | ----- | --------------- | ---- | ------------------- | ---- | ----------- | --------- | ---------------------- | ----------- |
| 2007.12.08 | 阪神   | 2歳新馬          |        | 芝1600m（良） | 12    | 8     | 11    | 008.30（3人）   | 01着 | R1:39.2（34.6）     | -0.1 | 0M.デムーロ | 54        | （アウロラプラネット） | 474         |
| 0000.12.23 | 阪神   | 2歳500万下       |        | 芝1600m（重） | 17    | 2     | 3     | 016.90（9人）   | 01着 | R1:35.7（34.3）     | -0.3 | 0武幸四郎   | 54        | （ミッキーチアフル）   | 472         |
| 2008.01.20 | 中山   | 京成杯           | JpnIII | 芝2000m（良） | 16    | 7     | 13    | 004.60（2人）   | 04着 | R2:03.1（36.4）     | -0.2 | 0武幸四郎   | 54        | マイネルチャールズ     | 470         |
| 0000.02.23 | 東京   | クイーンC        | JpnIII | 芝1600m（良） | 16    | 3     | 6     | 002.90（1人）   | 01着 | R1:35.5（34.4）     | -0.2 | 0武幸四郎   | 54        | （ライムキャンディ）   | 458         |
| 0000.04.13 | 阪神   | 桜花賞           | JpnI   | 芝1600m（良） | 17    | 5     | 9     | 003.80（2人）   | 05着 | R1:34.6（34.3）     | -0.2 | 0武幸四郎   | 55        | レジネッタ             | 466         |
| 0000.05.25 | 東京   | 優駿牝馬         | JpnI   | 芝2400m（稍） | 18    | 8     | 18    | 003.90（1人）   | 07着 | R2:29.3（35.4）     | -0.5 | 0武幸四郎   | 55        | トールポピー           | 460         |
| 0000.10.19 | 京都   | 秋華賞           | GI     | 芝2000m（良） | 18    | 4     | 7     | 013.90（6人）   | 06着 | R1:58.7（34.3）     | -0.3 | 0武幸四郎   | 55        | ブラックエンブレム     | 470         |
| 0000.11.16 | 京都   | エリザベス女王杯 | GI     | 芝2200m（良） | 18    | 8     | 16    | 013.20（4人）   | 01着 | R2:12.1（34.4）     | -0.2 | 0C.ルメール | 54        | （カワカミプリンセス） | 474         |
| 2009.04.18 | 阪神   | マイラーズC      | GII    | 芝1600m（良） | 10    | 1     | 1     | 012.40（4人）   | 07着 | R1:34.3（33.6）     | -0.4 | 0福永祐一   | 56        | スーパーホーネット     | 470         |
| 0000.05.17 | 東京   | ヴィクトリアM    | GI     | 芝1600m（良） | 18    | 7     | 13    | 007.50（3人）   | 06着 | R1:33.9（34.6）     | -1.5 | 0福永祐一   | 55        | ウオッカ               | 468         |
| 0000.06.21 | 阪神   | マーメイドS      | GIII   | 芝2000m（良） | 16    | 8     | 16    | 005.40（2人）   | 03着 | R2:00.6（34.8）     | -0.4 | 0福永祐一   | 56.5      | コスモプラチナ         | 474         |
| 0000.10.18 | 東京   | 府中牝馬S        | GIII   | 芝1800m（良） | 18    | 7     | 15    | 004.70（2人）   | 05着 | R1:45.4（35.3）     | -0.8 | 0内田博幸   | 55        | ムードインディゴ       | 474         |
| 0000.11.15 | 京都   | エリザベス女王杯 | GI     | 芝2200m（良） | 18    | 3     | 5     | 012.40（4人）   | 07着 | R2:14.9（34.0）     | -1.3 | 0C.スミヨン | 56        | クィーンスプマンテ     | 472         |
| 0000.12.19 | 中京   | 愛知杯           | GIII   | 芝2000m（良） | 18    | 3     | 6     | 007.40（4人）   | 01着 | R1:59.7（34.6）     | -0.0 | 0中館英二   | 56.5      | （ブラボーデイジー）   | 478         |
| 2010.02.06 | 小倉   | 小倉大賞典       | GIII   | 芝1800m（良） | 15    | 1     | 1     | 003.70（1人）   | 13着 | R1:48.8（38.3）     | -1.8 | 0中館英二   | 56        | オースミスパーク       | 480         |
| 0000.03.13 | 中京   | 中京記念         | GIII   | 芝2000m（良） | 18    | 1     | 1     | 013.10（7人）   | 05着 | R2:02.3（35.4）     | -0.3 | 0中館英二   | 56        | シャドウゲイト         | 478         |
| 0000.04.17 | 阪神   | マイラーズC      | GII    | 芝1600m（良） | 18    | 2     | 3     | 049.7（11人）   | 18着 | R1:35.0（35.7）     | -2.1 | 0中館英二   | 55        | リーチザクラウン       | 480         |
| 0000.05.29 | 京都   | 金鯱賞           | GII    | 芝2000m（良） | 14    | 1     | 1     | 025.20（9人）   | 06着 | R2:00.3（34.4）     | -0.8 | 0福永祐一   | 55        | アーネストリー         | 478         |
| 0000.06.20 | 阪神   | マーメイドS      | GIII   | 芝2000m（良） | 16    | 5     | 10    | 012.90（6人）   | 11着 | R2:00.7（35.9）     | -1.2 | 0福永祐一   | 55        | ブライティアパルス     | 476         |
| 0000.10.17 | 東京   | 府中牝馬S        | GIII   | 芝1800m（良） | 17    | 5     | 9     | 012.90（7人）   | 07着 | R1:46.8（33.0）     | -0.4 | 0勝浦正樹   | 55        | テイエムオーロラ       | 472         |
| 0000.11.14 | 京都   | エリザベス女王杯 | GI     | 芝2200m（良） | 17    | 8     | 17    | 022.30（7人）   | 04着 | R2:13.5（35.5）     | -1.0 | 0福永祐一   | 56        | スノーフェアリー       | 474         |
| 0000.12.04 | 阪神   | 鳴尾記念         | GIII   | 芝1800m（良） | 12    | 6     | 7     | 022.60（8人）   | 11着 | R1:45.9（35.0）     | -1.0 | 0幸英明     | 55        | ルーラーシップ         | 472         |

## 繁殖成績
|        | 馬名               | 誕生年 | 性     | 毛色   | 父               | 馬主                               | 厩舎                                                           | 戦績                  |
| ------ | ------------------ | ------ | ------ | ------ | ---------------- | ---------------------------------- | -------------------------------------------------------------- | --------------------- |
| 初仔   | エバーハーモニー   | 2012年 | 牡     | 黒鹿毛 | キングカメハメハ | （有）社台レースホース             | 栗東・藤岡健一 →園田・新子雅司 →栗東・藤岡健一 →栗東・長浜博之 | 19戦2勝（引退）       |
| 2番仔  | クィーンアマポーラ | 2013年 | 牝     | 青鹿毛 | キングカメハメハ | （有）社台レースホース             | 栗東・藤岡健一                                                 | 3戦0勝（引退・繁殖）  |
| 3番仔  | エジステンツァ     | 2014年 | 牡 →騸 | 鹿毛   | キングカメハメハ | （有）社台レースホース             | 栗東・藤岡健一 →美浦・田中博康 →船橋・張田京                   | 38戦5勝（引退）       |
| 4番仔  | ラカージェ         | 2015年 | 牡     | 黒鹿毛 | ノヴェリスト     | （株）G1レーシング                 | 美浦・大竹正博                                                 | 3戦1勝（引退）        |
| 5番仔  | モルビデッツァ     | 2016年 | 牝     | 鹿毛   | ハービンジャー   | （有）サンデーレーシング           | 美浦・古賀慎明                                                 | 死亡（デビュー前）    |
| 6番仔  | スーザフォン       | 2017年 | 牡     | 栗毛   | エピファネイア   | 吉田和子 →佐野篤志                 | 栗東・武英智 →西脇・田村彰啓                                   | 11戦1勝（引退）       |
| 7番仔  | ルティレ           | 2018年 | 牝     | 鹿毛   | モーリス         | （株）G1レーシング →（有）市川牧場 | 美浦・田中博康 →北海道・小野望                                 | 21戦2勝（引退・繁殖） |
| 8番仔  | リトルポピー       | 2019年 | 牝     | 芦毛   | クロフネ         | （有）サンデーレーシング           | 美浦・奥村武                                                   | 15戦1勝（引退・繁殖） |
| 9番仔  | グランデアマポーラ | 2020年 | 牝     | 黒鹿毛 | ヘニーヒューズ   | （有）社台レースホース             | 美浦・鹿戸雄一                                                 | 4戦0勝（引退・繁殖）  |
| 10番仔 | ムメ               | 2021年 | 牝     | 黒鹿毛 | イスラボニータ   | 村田博司 →酒井孝敏                 | 美浦・上原博之 →名古屋・塚田隆男 →大井・栗田裕光               | 21戦4勝（現役）       |
| 11番仔 | カシオペア         | 2022年 | 牡     | 栗毛   | ビッグアーサー   | 中辻明                             | 美浦・上原佑紀                                                 | 4戦1勝（現役）        |

・2025年4月20日現在

## 血統表
| リトルアマポーラの血統        | リトルアマポーラの血統                                   | リトルアマポーラの血統            | （血統表の出典）       | （血統表の出典） |
| 父系                          | サンデーサイレンス系                                     | サンデーサイレンス系              | サンデーサイレンス系   | [ § 2 ]          |
| 父 アグネスタキオン 1998 栗毛 | 父の父*サンデーサイレンス Sunday Silence 1986 青鹿毛     | Halo                              | Hail to Reason         | Hail to Reason   |
| 父 アグネスタキオン 1998 栗毛 | 父の父*サンデーサイレンス Sunday Silence 1986 青鹿毛     | Halo                              | Cosmah                 |                  |
| 父 アグネスタキオン 1998 栗毛 | 父の父*サンデーサイレンス Sunday Silence 1986 青鹿毛     | Wishing Well                      | Understanding          | Understanding    |
| 父 アグネスタキオン 1998 栗毛 | 父の父*サンデーサイレンス Sunday Silence 1986 青鹿毛     | Wishing Well                      | Mountain Flower        |                  |
| 父 アグネスタキオン 1998 栗毛 | 父の母アグネスフローラ 1987 鹿毛                         | *ロイヤルスキー Royal Ski         | Raja Baba              | Raja Baba        |
| 父 アグネスタキオン 1998 栗毛 | 父の母アグネスフローラ 1987 鹿毛                         | *ロイヤルスキー Royal Ski         | Coz o'Nijinsky         |                  |
| 父 アグネスタキオン 1998 栗毛 | 父の母アグネスフローラ 1987 鹿毛                         | アグネスレディー                  | *リマンド              | *リマンド        |
| 父 アグネスタキオン 1998 栗毛 | 父の母アグネスフローラ 1987 鹿毛                         | アグネスレディー                  | イコマエイカン         |                  |
| 母 リトルハーモニー 1995 鹿毛 | 母の父*コマンダーインチーフ Commander in Chief 1990 鹿毛 | *ダンシングブレーヴ Dancing Brave | Lyphard                | Lyphard          |
| 母 リトルハーモニー 1995 鹿毛 | 母の父*コマンダーインチーフ Commander in Chief 1990 鹿毛 | *ダンシングブレーヴ Dancing Brave | Navajo Princess        |                  |
| 母 リトルハーモニー 1995 鹿毛 | 母の父*コマンダーインチーフ Commander in Chief 1990 鹿毛 | Slightly Dangerous                | Roberto                | Roberto          |
| 母 リトルハーモニー 1995 鹿毛 | 母の父*コマンダーインチーフ Commander in Chief 1990 鹿毛 | Slightly Dangerous                | Where You Lead         |                  |
| 母 リトルハーモニー 1995 鹿毛 | 母の母ルイジアナピット 1985 鹿毛                         | *ヴァリィフォージュ Valley Forge  | Petingo                | Petingo          |
| 母 リトルハーモニー 1995 鹿毛 | 母の母ルイジアナピット 1985 鹿毛                         | *ヴァリィフォージュ Valley Forge  | Border Bounty          |                  |
| 母 リトルハーモニー 1995 鹿毛 | 母の母ルイジアナピット 1985 鹿毛                         | ミユキカマダ                      | *ダイアトム            | *ダイアトム      |
| 母 リトルハーモニー 1995 鹿毛 | 母の母ルイジアナピット 1985 鹿毛                         | ミユキカマダ                      | ヤヨイカマダ           |                  |
| 母系(F-No.)                   | コランディア系(FN:9-e)                                   | コランディア系(FN:9-e)            | コランディア系(FN:9-e) | [ § 3 ]          |
| 5代内の近親交配               | Hail to Reason 4×5                                       | Hail to Reason 4×5                | Hail to Reason 4×5     | [ § 4 ]          |
| 出典                          | 1. 2. 3. 4.                                              | 1. 2. 3. 4.                       | 1. 2. 3. 4.            | 1. 2. 3. 4.      |

- 母は3勝馬。祖母のルイジアナピットは牝馬東京タイムズ杯、阪神牝馬特別優勝馬。
- 主な近親にファストフォース（2023年高松宮記念）など。